# Eferding (stad)
Eferding is een gemeente in de Oostenrijkse deelstaat Opper-Oostenrijk, gelegen in het gelijknamige district. De gemeente heeft ongeveer 3400 inwoners.

## Geografie
Eferding heeft een oppervlakte van 2,81 km². Het ligt in het middennoorden van het land. De Duitse grens is niet ver weg.

## Geboren
- Johann Nepomuk David (1895-1977), componist en hoogleraar

## Galerij

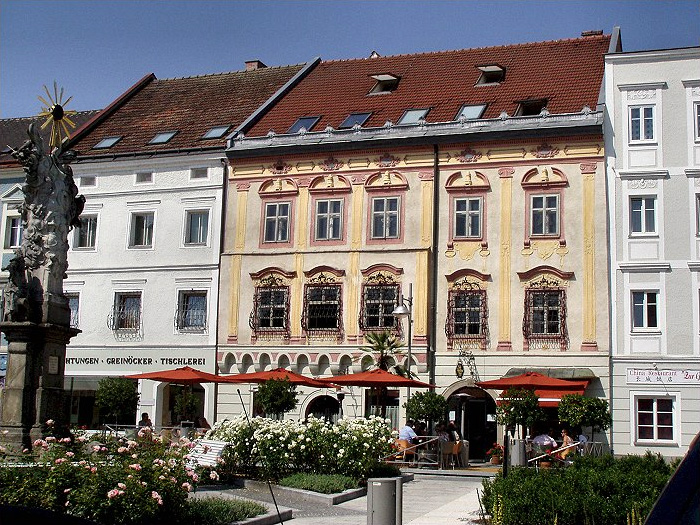
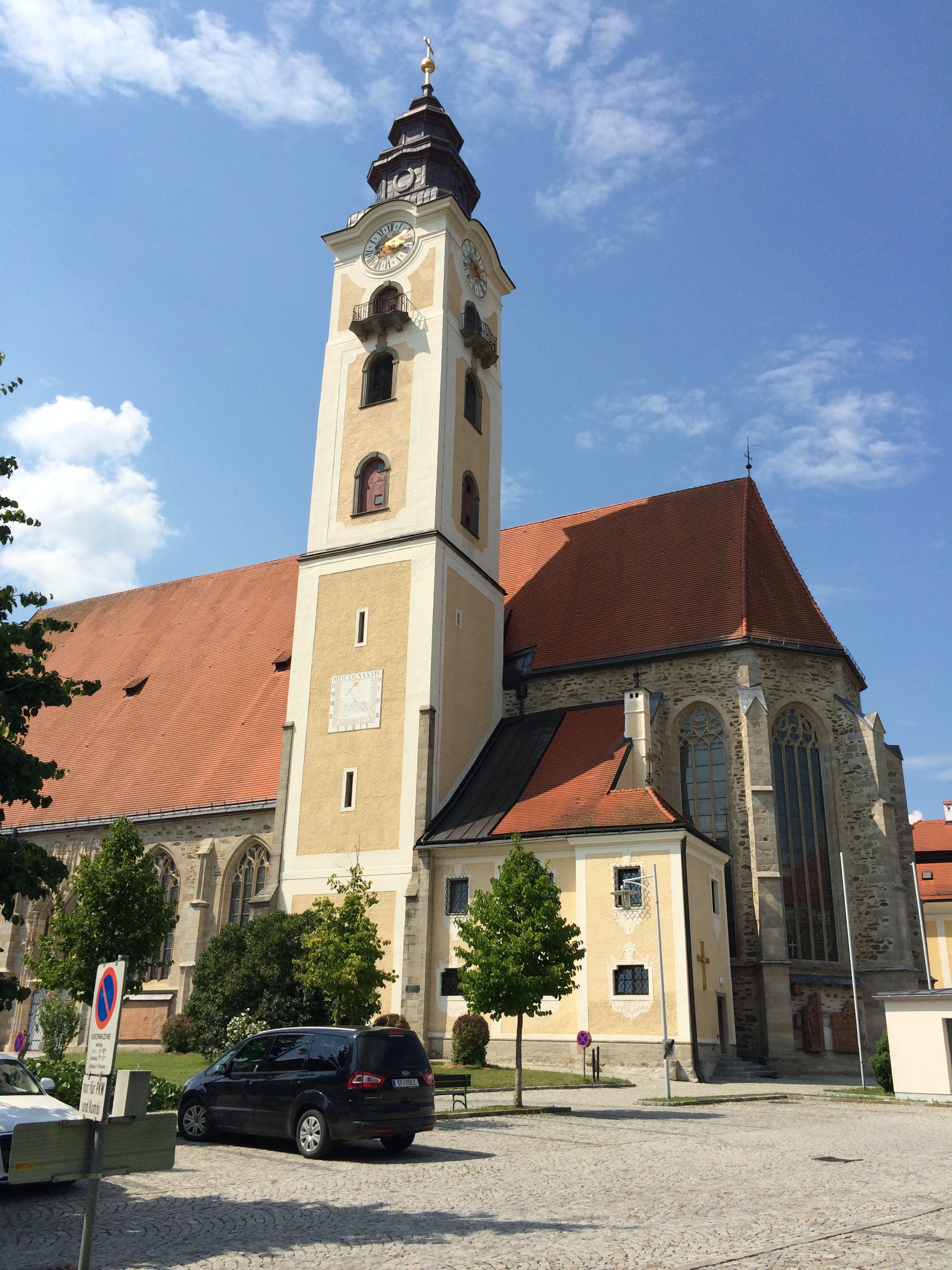
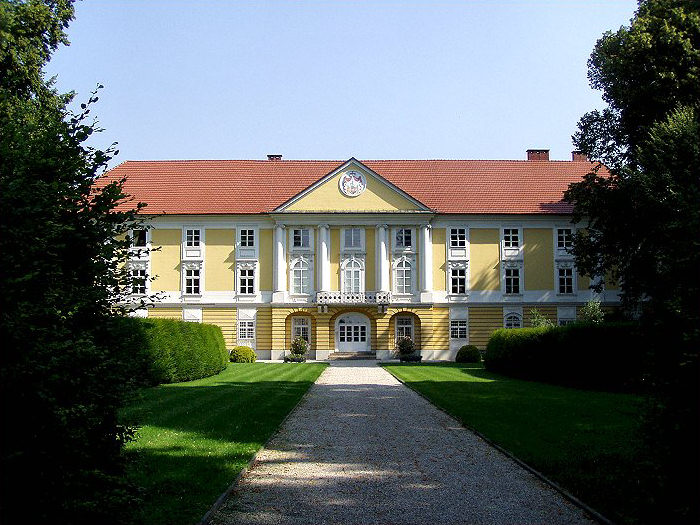
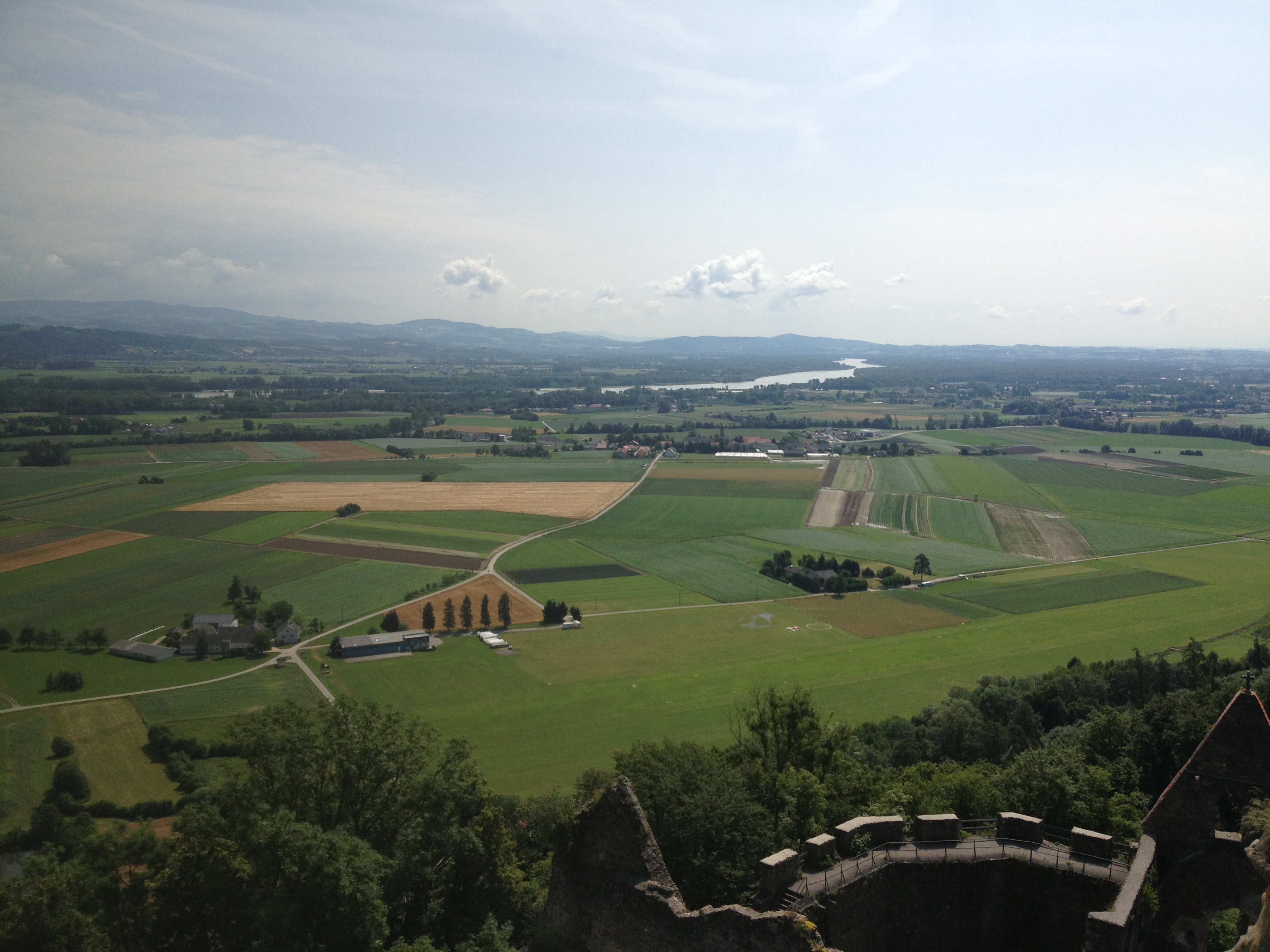
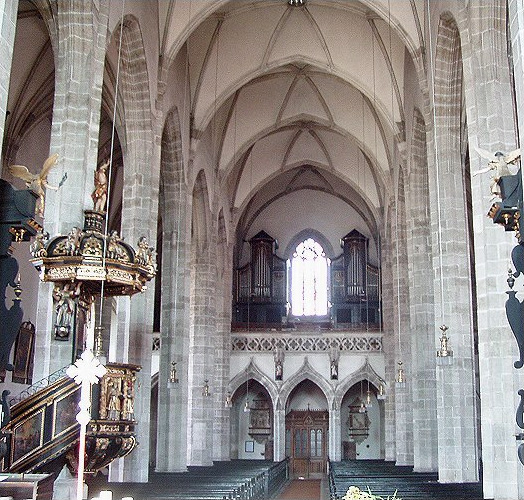
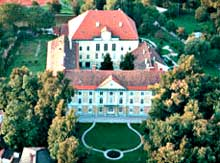
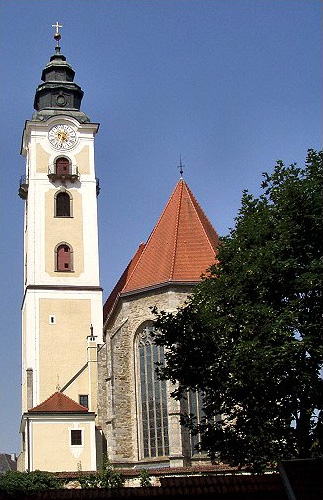

Alkoven · Aschach an der Donau · Eferding · Fraham · Haibach ob der Donau · Hartkirchen · Hinzenbach · Prambachkirchen · Pupping · Scharten · Sankt Marienkirchen an der Polsenz · Stroheim
- Gemeinsame Normdatei: 4092326-5
- Library of Congress Control Number: nr92026828
- MusicBrainz: 2307d552-45ce-46e5-acfa-06f68e4680c0
- Nationale Bibliotheek van Tsjechië: ge764794
- Nationale Bibliotheek van Israël: 987007540366105171
- Virtual International Authority File: 241456730